# Vukovo Brdo
Vukovo Brdo je naseljeno mjesto u Republici Hrvatskoj u Zagrebačkoj županiji. 

## Zemljopis
Administrativno je u sastavu općine Žumberak. Naselje se proteže na površini od 1,44 km².

## Stanovništvo
Prema popisu stanovništva iz 2001. godine u naselju Vukovo Brdo živi 14 stanovnika i to u 5 kućanstava. Gustoća naseljenosti iznosi 9,72 st./km².
| broj stanovnika | 41    | 60    | 72    | 81    | 79    | 85    | 75    | 92    | 59    | 54    | 52    | 48    | 25    | 18    | 14    | 12    | 9     |
|                 | 1857. | 1869. | 1880. | 1890. | 1900. | 1910. | 1921. | 1931. | 1948. | 1953. | 1961. | 1971. | 1981. | 1991. | 2001. | 2011. | 2021. |